# Didesmococcus
Didesmococcus är ett släkte av insekter. Didesmococcus ingår i familjen skålsköldlöss.
Kladogram enligt Catalogue of Life:
| Didesmococcus | \| \| Didesmococcus koreanus \| \| \| \| \| \| Didesmococcus unifasciatus \| \| \| \| |
|               | \| \| Didesmococcus koreanus \| \| \| \| \| \| Didesmococcus unifasciatus \| \| \| \| |
|               | Didesmococcus koreanus                                                                |
|               |                                                                                       |
|               | Didesmococcus unifasciatus                                                            |
|               |                                                                                       |